# Bouclier humain
Pour les articles homonymes, voir Bouclier humain (parti politique) et Bouclier.
La notion de boucliers humains désigne dans le droit international humanitaire le fait de placer des civils au cours d'un conflit armé, souvent une guerre asymétrique, dans des lieux jugés stratégiques afin d'éviter le bombardement de ces lieux. L'usage de boucliers humains peut aussi consister à dissimuler des combattants dans des zones civiles ou à faire marcher des soldats en plaçant devant eux les « boucliers humains ». Les civils sont ainsi utilisés comme otages, qu'ils soient consentants ou non.
Le concept juridique de bouclier humain a pu être instrumentalisé pour contourner l'obligation d'épargner certains lieux protégés par le droit international humanitaire comme les hôpitaux, et pour légitimer leur bombardement.

## Statut légal
L'usage de bouclier humain est devenu explicitement interdit depuis la quatrième Convention de Genève du 12 août 1949, aux articles 28 et 49 :

« Article 28. Zones dangereuses - Aucune personne protégée ne pourra être utilisée pour mettre, par sa présence, certains points ou certaines régions à l'abri des opérations militaires. »

« Article 49. Déportations, transferts, évacuations. La Puissance occupante ne pourra retenir les personnes protégées dans une région particulièrement exposée aux dangers de la guerre, sauf si la sécurité de la population ou d'impérieuses raisons militaires l'exigent. »

Le recours aux boucliers humains est aussi interdit par le Protocole I, article 51.7 :

« 7. La présence ou les mouvements de la population civile ou de personnes civiles ne doivent pas être utilisés pour mettre certains points ou certaines zones à l'abri d'opérations militaires, notamment pour tenter de mettre des objectifs militaires à l'abri d'attaques ou de couvrir, favoriser ou gêner des opérations militaires. Les Parties au conflit ne doivent pas diriger les mouvements de la population civile ou des personnes civiles pour tenter de mettre des objectifs militaires à l'abri des attaques ou de couvrir des opérations militaires. »

Et dans le Protocole II, article 5.2 c :

« Personnes privées de liberté. Ceux qui sont responsables de l'internement ou de la détention des personnes visées au paragraphe 1 respecteront dans toute la mesure de leurs moyens les dispositions suivantes à l'égard de ces personnes :

c) les lieux d'internement et de détention ne seront pas situés à proximité de la zone de combat. Les personnes visées au paragraphe 1 seront évacuées lorsque les lieux où elles sont internées ou détenues deviennent particulièrement exposés aux dangers résultant du conflit armé, si leur évacuation peut s'effectuer dans des conditions suffisantes de sécurité. »

L'interdiction fait aussi partie du droit international humanitaire coutumier.

## Instrumentalisation du concept de bouclier humain
Dès le début du XXe siècle, les puissances coloniales européennes accusent les groupes rebelles à leur autorité d'utiliser la population comme bouclier humain, et invoquent cet argument pour ne pas avoir à respecter l'obligation d'épargner les hôpitaux - obligation énoncée en 1907 dans le Règlement de La Haye. 
Ainsi en 1911, dans le cadre de la répression d'une révolte dans la colonie de Libye, l'aviation italienne bombarde des lieux aménagés en hôpitaux portant le drapeau du Croissant-Rouge. Le Comité international de la Croix-Rouge proteste, mais l'Italie allègue « la proximité des hôpitaux avec des cibles militaires  » et l'argument d'une utilisation des civils hospitalisés comme boucliers humains. L'Italie reproduit la même conduite, assortie de la même justification, lors la Seconde guerre italo-éthiopienne en 1935-1936, où elle envahit l'Ethiopie, et bombarde les lieux d'accueil des blessés mis en place par la Croix-Rouge. 
Le juriste Neve Gordon souligne l'instrumentalisation croissante du concept juridique de bouclier humain dans les guerres du XXIe siècle.
Jusqu'au XXIe siècle l'accusation d'utiliser des civils comme boucliers humains portait sur des groupes de civils spécifiques installés dans des zones restreintes. Mais pendant la guerre russo-ukrainienne le ministère russe de la Défense accuse les combattants ukrainiens de détenir « plus de 4,5 millions de civils en otage comme boucliers humains » (en 2022) ce qui signifie qu'un dixième de la population ukrainienne pourrait être ciblée par les bombardements russes, d'une manière qui serait conforme au droit international, puisqu'il s'agirait là de « boucliers humains ». Cet élargissement dans l'application de la notion se poursuit dans le cadre du conflit israélo-palestinien, puisque lors de la guerre à Gaza depuis 2023, Israël invoque le fait que le Hamas a creusé des tunnels souterrains dans la bande de Gaza sur des centaines de kilomètres pour considérer que tous les civils palestiniens situés à Gaza peuvent être tués légalement, parce qu'ils seraient tous des « boucliers humains potentiels ».

## Historique

### Avant le XXe siècle
Dans les Caraïbes, le corsaire Henry Morgan et ses hommes utilisent des jésuites qu'ils venaient de capturer comme boucliers humains pour attaquer une place forte.
Lors de l'invasion britannique par le lac Champlain, de la Nouvelle-France en 1760, les troupes américano-britanniques utilisèrent un bouclier humain pour prendre le Fort de Chambly, sur la rivière Richelieu:
« Le jeudi 4 septembre au matin... un détachement est parti vers Chambly ; ils étaient environ un millier d'hommes commandés par le colonel Derby... Sans perdre de temps, un détachement se rend dans chaque maison pour y chercher les femmes et leurs enfants. On les conduit devant le fort pour former une muraille humaine devant les assiégeants. Aussitôt, les défenseurs cessent leurs tirs et regardent avec effarement le déroulement des événements. Dès que tout est mis en place, le brave Derby... donne l'ordre à ses hommes de faire feu au-dessus des têtes des otages. Lusignan... envoie un émissaire... (Derby répond) que s'ils ne se rendent pas immédiatement, il les soumettra tous (la garnison) par les armes ».
Quelques mois plus tard, toutes les troupes françaises de la Nouvelle-France quittent définitivement l'Amérique.

### Première Guerre mondiale
En 1914, lors de la bataille de Belgique l'armée impériale allemande utilise des civils belges comme bouclier humain, parmi d'autres crimes de guerre,.

### Seconde Guerre mondiale
- Les 23 et 24 mai 1940, plusieurs centaines de civils sont utilisés comme « boucliers humains » dans le secteur de Beuvry les Béthune pour faire avancer les canons du 2e régiment d'artillerie SS Totenkopf sous le commandement du Stubaf Hermann Priess[13].
- Le 25 mai 1940, plusieurs dizaines de prisonniers de guerre belges sont utilisés par l'armée allemande comme boucliers humains pour tenter de prendre le village de Vinkt (près de Deinze), quelques jours avant le massacre de Vinkt.
- Au cours de l'insurrection de Varsovie, les forces allemandes utilisent les civils comme boucliers humains pour saper le moral des troupes polonaises.

### Irak

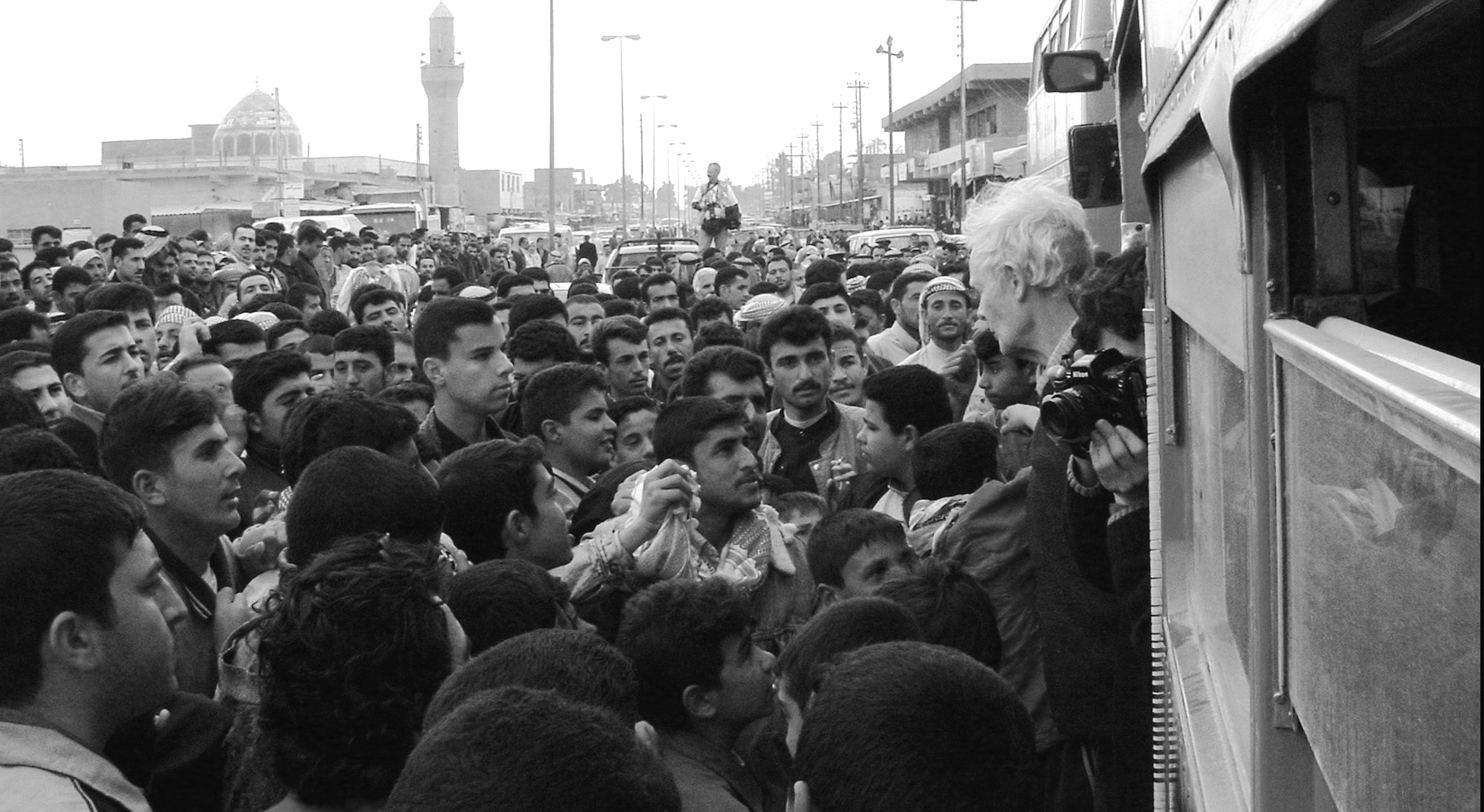
Groupe de personnes se sont rendues en Irak dans le cadre l'"Opération Bouclier Humain" (Human shield action to Iraq) pour servir de boucliers humains et empêcher ainsi les forces de la coalition dirigée par les États-Unis de bombarder certains endroits lors de l' Invasion de l'Irak par les États-Unis en 2003.

Bien que cette tactique ne soit pas nouvelle, elle a été utilisée de façon récente en Irak durant la première guerre du Golfe. Le 18 août 1990, Saddam Hussein déclare que seront utilisés comme boucliers humains les « ressortissants de nations agressives ».[réf. nécessaire]

### Conflits israélo-libanais
Au cours du conflit israélo-libanais de 2006, les forces de défense d'Israël accusent le Hezbollah d'utiliser des boucliers humains pour dissimuler ses hommes et justifie ainsi ses larges opérations au Sud Liban contre des villages civils.[réf. nécessaire] Le Hezbollah nie se servir de bouclier humain et n'hésite pas à faire la comparaison avec les accusations américaines justifiant le massacre de civils vietnamiens lors de la guerre du Viêt Nam[réf. nécessaire].
Amnesty International et Human Rights Watch réfutent « l'utilisation de civils comme des boucliers humains par le Hezbollah » avancée par Israël ainsi que la présence de membres du Hezbollah ou la conduite d’activités militaires dans une zone civile,.

### Conflits israélo-palestiniens
L'accusation liée à l'utilisation de boucliers humains dans le conflit israélo-palestinien (en) est récurrente de la part des deux camps en conflit. L'armée israélienne a utilisé des civils comme boucliers humains, les obligeant à effectuer certaines tâches dangereuses. Le Hamas a eu recours à des boucliers humains, ce qui ne délie pas Israël du devoir de respecter la règle de distinction entre civils et combattants.
En 2004, la police aux frontières israélienne est accusée par des militants israéliens de défense des droits de l'homme d'avoir « utilisé comme bouclier humain » un jeune garçon de treize, contre des jets de pierres durant une manifestation dans le village de Bidou en Cisjordanie. Les soldats avaient attaché le garçon sur leur jeep afin de dissuader ses camarades de continuer de lancer des pierres sur leur véhicule.[pertinence contestée]

#### Guerre de Gaza de 2008-2009
Le rapport Amnesty International sur la guerre de Gaza de 2008-2009 note que l'armée israélienne continue d'utiliser des civils palestiniens comme boucliers humains. Les troupes israéliennes capturent fréquemment des familles entières et les obligent à rester près de leurs positions pour dissuader les combattants palestiniens de riposter. Les troupes israéliennes ont également forcé des civils palestiniens, sous la menace d'armes, à entrer devant elles dans des bâtiments d'où elles craignaient d'être attaquées.
Deux soldats israéliens sont reconnus coupables d'avoir utilisé un enfant palestinien comme bouclier humain pendant la guerre de Gaza de 2008-2009. La Cour suprême israélienne a interdit l'usage de boucliers humains en 2002, à la suite du meurtre d'un Palestinien par un autre Palestinien dans le cadre d'une intervention de l'armée israélienne. Des soldats israéliens avaient obligé un homme à transmettre à un « militant présumé » leurs exigences ; ce militant avait alors tiré sur celui qui le sollicitait au nom de Tsahal. 

#### Guerre de Gaza de 2014
Durant la guerre de Gaza en 2014, Israël, rejette la responsabilité du nombre élevé de morts parmi les civils palestiniens sur le Hamas pour sa politique de bouclier humain Selon le secrétaire général de l'ONU Ban Ki-Moon et Israël, le Hamas lance des roquettes depuis des villes palestiniennes, et dans certains cas depuis des écoles. 
Néanmoins le fait d'opérer depuis des zones urbaines n'est en soit pas suffisant pour caractériser la notion de bouclier humain, laquelle suppose une intention délibérée d’utiliser les populations à des fins de dissuasion. Christophe Ayad, chef du service international du journal Le Monde, reproche à l'armée israélienne une « mauvaise foi certaine » car Gaza est « l'un des territoires les plus densément peuplés au monde ». Le général et diplomate français Philippe Henri Gunet note également que Gaza étant un territoire exiguë et assiégé, les caches d'armes des groupes palestiniens se situent inévitablement dans des zones habitées.
En juillet 2014, l'Union européenne déclare que « tous les groupes terroristes à Gaza doivent se désarmer » et qu'elle « condamne fermement les appels à la population civile de Gaza à s'offrir en boucliers humains ». Néanmoins, concernant l'opération militaire israélienne contre Shuja’iyya, l'UE se dit « particulièrement consternée par le coût humain »,. Le rapport d'enquête officiel de l'ONU, rendu public le 27 avril 2015, indique que l'armée israélienne est responsable de sept attaques contre des écoles de l'UNRWA utilisées comme abris d'urgence par les civils palestiniens pendant la guerre. Ces attaques ont fait au moins 44 morts et 227 blessés civils, dont de nombreuses femmes et enfants, entre le 16 juillet et le 26 août 2014. Les témoins cités dans le rapport affirment qu'il n'y avait aucune activité de groupes palestiniens dans les écoles ou à proximité qui auraient pu justifier les bombardements israéliens.
Dans certains cas l'armée israélienne est accusée d'avoir instrumentalisé le concept de bouclier humain afin de justifier le massacre de populations civiles. Ainsi, plusieurs enquêtes menées a posteriori ont déterminé que les affirmations israéliennes selon lesquelles le Hamas avait installé son quartier général sous les hôpitaux Al-Shifa et Al-Quds étaient mensongères et visaient à justifier moralement et juridiquement la destruction des infrastructures médicales de Gaza.

#### Guerre à Gaza depuis 2023
Selon Israël, lors de la guerre à Gaza depuis 2023, le Hamas utilise à la fois la population de la bande de Gaza et des centaines d'otages comme boucliers humains. En novembre 2023, l'Union européenne condamne l'utilisation des hôpitaux comme boucliers humains par le Hamas mais demande à Israël de faire preuve de la plus grande retenue vis-à-vis des civils palestiniens. En mars 2024 le rapport de la juriste et Rapporteuse spéciale des Nations unies sur les territoires palestiniens occupés Francesca Albanese dénonce une instrumentalisation du droit international par Israël en vue de légitimer un « génocide » à Gaza,. Ainsi le gouvernement israélien allègue l'utilisation des civils par le Hamas comme boucliers humains, alors qu'une telle situation ne dispense pas un État de distinguer civils et combattants,. Le rapport de Francesca Albanese parle au sujet de l'argumentation israélienne de « camouflage humanitaire ».
De même, le juriste israélien Neve Gordon écrit en juillet 2024 que pendant 9 mois l'aviation israélienne a largué des bombes à Gaza sur des sites protégés en vertu du droit international, comme « les hôpitaux, les camps de réfugiés, les cliniques, les maisons, les immeubles résidentiels, les piscines pour enfants, les écoles, les universités, les mosquées, les cimetières et les terres agricoles », tout en affirmant agir dans la plus parfaite légalité, parce que le Hamas utiliserait les Palestiniens présents dans ces lieux comme des boucliers humains. Neve Gordon rappelle qu'avant Israël, les Etats-Unis ont avancé la même argumentation juridique lors de la guerre du Vietnam et de la guerre contre l’Etat islamique. Toutefois, alors que les Etats-Unis et ses alliés de la coalition contre l'Etat islamique avaient indiqué des zones circonscrites où se trouveraient selon eux des boucliers humains, Israël pour sa part présente la bande de Gaza tout entière comme un territoire peuplé de boucliers humains. « Cette multiplication apparemment sans fin de l’accusation de bouclier humain a eu pour effet d’effacer complètement la possibilité que les Palestiniens soient des civils », écrit Neve Gordon. Alors que le droit international humanitaire a pour rôle de limiter la violence, son interprétation par Israël en a détourné l'usage pour en faire une « justification du génocide ».
Selon une enquête de Haaretz (2024), l'armée israélienne fait usage de boucliers humains palestiniens dans la bande de Gaza pendant la guerre à Gaza depuis 2023. Des Palestiniens sont capturés arbitrairement et envoyés dans des maisons et dans des tunnels, les mains liées. Les faits seraient connus des officiers supérieurs, y compris de l’état-major général de l’armée israélienne.
Par ailleurs, des vidéos ont montré des Palestiniens attachés sur le capot de véhicules israéliens lors de patrouilles dans des villes palestiniennes de Cisjordanie.